# Nicole Huber
Nicole Elizabeth Huber Vera, thường được gọi với cái tên đơn giản hơn là Nicole Huber (sinh ngày 2 tháng 7 năm 1990) là một người mẫu Paraguay và nữ hoàng sắc đẹp. Cô đoạt danh hiệu Hoa hậu Thế giới Paraguay 2011 trong cuộc thi Hoa hậu Paraguay năm 2011 và sau đó là Hoa hậu Quốc tế 2012 trong cuộc thi Hoa hậu Paraguay năm 2012.

## Các cuộc thi

### Hoa hậu Paraguay 2011
Huber, một sinh viên thiết kế nội thất đã giành vương miện Hoa hậu Mundo Paraguay. Cô cao 1,74 m và thi đấu trong cuộc thi Hoa hậu Thế giới lần thứ 61 được tổ chức tại London, Anh vào tháng 11.

### Hoa hậu Thế giới 2011
Huber đại diện cho đất nước của mình tham gia cuộc thi Hoa hậu Thế giới 2011 được tổ chức tại London, Anh vào ngày 6 tháng 11, cuộc thi mà cô đã lọt vào top 20 thí sinh hàng đầu (vị trí thứ 16 chung cuộc).

### Hoa hậu Trái Đất 2011
Sau đó, Huber được chọn đại diện cho đất nước của mình tại Hoa hậu Trái Đất 2011 sau khi đại diện ban đầu, Alexandra Fretes không thể tham gia, cô đã lọt vào Top 16 chung cuộc, tức bán kết tại đêm chung kết Hoa hậu Trái Đất, được tổ chức tại Đại học Philippines, thành phố Quezon, Philippines vào ngày 3 tháng 12 năm 2011.

## Hoa hậu Quốc tế 2012
Nicole Huber giành danh hiệu Hoa hậu Quốc tế Paraguay 2012 trong cuộc thi Hoa hậu Paraguay năm 2012 và đại diện cho đất nước của mình tham gia cuộc thi Hoa hậu Quốc tế 2012, được tổ chức tại Okinawa, Nhật Bản. Tại đây, cô đã đoạt danh hiệu Á hậu 4.